# Дикая история
«Дикая история» (исп. El bar) — испанский фильм 2017 года режиссёра Алекса де ла Иглесиа. Он был представлен вне конкурса на 67-м Берлинском кинофестивале.

## Сюжет
Компания из совершенно разных людей не может покинуть кафе, так как всякий попытавшийся выйти из помещения тут же будет застрелен неведомым снайпером. Постепенно обстановка внутри замкнутого пространства накаляется. Постепенно они понимают, что кто-то из группы является причиной. На улице все эвакуированы. И их никто не видит снаружи. Постепенно все оборачиваются друг против друга. Все хотят выжить.

## Стиль
Сюжет фильма отсылает к классике испанского кинематографа, картине «Ангел-истребитель» Луиса Бунюэля, где герои также оказываются запертыми в замкнутом пространстве и удерживаемыми там «неведомой силой».

## В ролях
- Марио Касас — Начо, хипстер, дизайнер
- Бланка Суарес — Элена, блондинка
- Алехандро Авада — Серхио
- Кармен Мачи — Трини, любительница азартных игр
- Тереле Павес — Ампаро, хозяйка кафе
- Хоакин Климент — Андрес
- Секун де ла Роса — Сатур, работник кафе
- Хайме Ордоньес — Исраэль, бомж